# 산해경
산해경(山海經)은 중국 선진(先秦) 시대에 저술되었다고 추정되는 대표적인 신화집 및 지리서이다. 우(禹)의 협력자 백익(伯益)의 저서라고도 전하나 이것은 가설이고, 춘추 시대부터 한대(漢代) 초기까지 걸쳐서 호기심 많은 학자들이 한 가지씩 첨가한 것인데, 남산경(南山經)에서 시작하여 해내경(海內經)으로 끝나는 총 18권으로 이루어져 있다. 진(晋)나라(265-420)의 곽박(郭璞)이 기존의 자료를 모아 편찬하여 주(註)를 달았다. 본래 《산해경》은 인문지리지로 분류되었으나, 현대 신화학의 발전과 함께 신화집의 하나로 인식되고 연구되기도 한다. 《초사》의 <천문>과 함께 중국 신화를 기록한 귀한 고전이다. 고대 천문학의 개론서이라고 한다.

## 내용

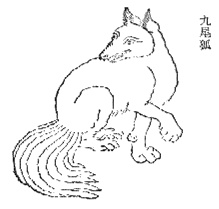
청구국의 여우는 네 발에 꼬리가 아홉이다. - 해외동경

산경(山經)과 해경(海經)으로 되어 있으며, 중국 각지의 산과 바다에 나오는 풍물을 기록하였다. 내용 중에는 상상의 생물이나 산물이 있어서 지리서라고 하지만 전설 속의 지리라고 여겨지기도 한다.
《사기》에서 사마천은 감히 말할 수 없는 기서라고 하여 믿을 수 없다고 하였다.
산해경에는 중국의 역사로서 포함되기도 하는 황제, 치우, 소호, 전욱, 고신씨, 예, 요임금, 순임금이나, 조선, 청구, 천독 등의 실제로 있었던 지명이 등장하기도 한다.
예를 들며, 다음과 같은 신화적 · 지리적 · 백과사전적인 내용들이 있다. "동쪽 끝 탕곡(湯谷)에 부상(扶桑)의 나무가 있다. 10일간 햇빛을 받는데, 9일은 하지(下枝)에 받고 1일은 상지에 받는다."(<해외동경>)란 태양에 관한 이야기이고, "서쪽에 왕모(王母)의 산이 있어… 봉황의 알을 먹고, 감로(甘露)를 마시고"(<대황동경>)란 서왕모에 대한 이야기이다. "황제(黃帝)가 치우(蚩尤)와 싸웠을 때, 풍우를 진압하기 위해서 왕녀인 발(魃)을 하계에 내려 보냈는데, 전후(戰後)에 발이 있기 때문에 비가 오지 않는다. 그래서 전조(田祖)인 숙균(叔均)의 권유로, 발을 적수(赤水)의 북쪽으로 쫓았다"(<대황북경>)라고 한 것은, 한발(旱魃)이란 말의 유래를 설명한 것이다. 또한 곤륜(崑崙)의 위치나 약수(弱水)의 원류(源流) 등을 설명한 점은 《우공(禹貢)》과 비슷한 지리(地理) 서적이며, 순초(荀草)가 미인이 되는 약이라는 등 많은 약초를 소개하는 것은, 후세의 《본초(本草)》(한방의 약학)의 원류를 이루는 것이다.

## 목록
《산해경》은 「산경(山經)」 5권, 「해경(海經)」 13권으로 모두 18권이며, 목차는 다음과 같다.

### 산경(山經)
- 1권 남산경(서왕모南山經)
- 2권 서산경(西山經)
- 3권 북산경(北山經)
- 4권 동산경(東山經)
- 5권 중산경(中山經)

### 해경(海經)
- 1권 해외남경(海外南經)
- 2권 해외서경(海外西經)
- 3권 해외북경(海外北經)
- 4권 해외동경(海外東經)
- 5권 해내남경(海內南經)
- 6권 해내서경(海內西經)
- 7권 해내북경(海內北經)
- 8권 해내동경(海內東經)
- 9권 대황동경(大荒東經)
- 10권 대황남경(大荒南經)
- 11권 대황서경(大荒西經)
- 12권 대황북경(大荒北經)
- 13권 해내경(海內經)

## 같이 보기
- 백택

## 참고 문헌
- 산해경, 정재서 역주, 민음사, ISBN 89-374-2318-9
- 이 문서에는 다음커뮤니케이션(현 카카오)에서 GFDL 또는 CC-SA 라이선스로 배포한 글로벌 세계대백과사전의 내용을 기초로 작성된 글이 포함되어 있습니다.